# Taha Hussein
Taha Hussein (scris și Taha Husein, în arabă طه حسين; n. 14 noiembrie 1889, Al Minya, Egipt – d. 28 octombrie 1973, Cairo, Egipt) a fost unul dintre cei mai mari scriitori egipteni, fiind cel ce a pus bazele modernismului în literatura arabă. A fost romancier, publicist, cadru universitar și autorul a numeroase studii despre literatura arabă.

## Biografie
Născut în anul 1889, o perioadă de demoralizare care a urmat după eșecul revoltei arabe și ocupația britanică a Egiptului (arabă مصر) în 1882, acesta și-a trăit copilăria într-o comunitate mică din sudul țării.
Marele scriitor arab Taha Hussein s-a născut pe 14 noiembrie 1889, și și-a trăit copilăria timpurie în orașul Izbet el Kilo (arabă الكيلو عزبت). A fost al șaptelea dintre cei treisprezece copii ai familiei sale. Născut într-o familie săracă, acesta și-a pierdut vederea la vârsta de trei ani din cauza unui tratament greșit. Și-a format în mintea sa imagini cu membrii familiei cu ajutorul sunetelor fiecăruia. Taha Hussein a decis să depășească acest handicap și și-a dezlănțuit imaginația la orizonturi îndepărtate.
Fiul lui Hussein Ali (arabă علي حسين), un angajat al companiei de zahăr, Taha Hussein s-a îmbolnăvit de conjunctivită în urma căreia și-a pierdut vederea din cauza unei ignoranțe medicale. A fost mereu un copil introvertit, învățând Coranul (arabă القران) în cele mai mici detalii. Încă din copilărie, Taha Hussein li se alătura prietenilor tatălui lui, în curtea din fața casei lui pentru a asculta versete din Coran, discuții despre profetul Mohammed (arabă محمد), Taha Hussein acumulând din ce în ce mai multe informații despre cultura și istoria arabă. Înainte de a împlini vârsta de zece ani, Taha Hussein știa Coranul pe de rost.   
Tatăl său, un funcționar public minor, copleșit de povara de a menține o familie mare, nu ar putea face nimic altceva decât să-l înscrie la școala din sat. În ciuda tuturor dificultăților cu care se confrunta la vremea respectivă, dorința de a călători la Cairo (arabă القاهرة) pentru a studia la Al-Azhar (arabă الأزهر), a fost de nestăpânit, iar acesta și-a continuat studiile aici până în anul 1912.

### Studii și activități
În 1908 în timpul revoltei naționale arabe împotriva Marii Britanii, Universitatea Națională și-a deschis porțile pentru prima dată studenților. Taha Hussein având această oportunitate, li s-a alăturat. În această universitate a găsit idei noi, descoperind istoria și civilizația Egiptului Antic și de a studia filosofia islamică. Taha Hussein a studiat sub îndrumarea profesorilor egipteni și străini, luând cursuri de civilizația islamică, civilizația Egiptului antic, limbi semitice, literatură arabă, franceză, și filosofia islamică. Acestea i-au oferit o fereastră spre o lume nouă de gândire și cultură foarte diferită de cea de la Al-Azhar.  
Presiunea revoltei egiptene la momentul respectiv a dus la numirea unui nou guvernator și la o ușoară relaxare a ocupației britanice. Acest lucru a dat o urmă de speranță Universității Naționale și oamenilor de știință care au fost trimiși în străinătate. 
Printre aceștia se număra și tânărul Taha Hussein care a deja acumulase cunoștințe vaste din diferite culturi. Acesta a combinat tot ce era mai bun din cultura sa cu tot ce era mai bun din cultura europeană. A revenit cu speranțe mari de dezvoltare a învățământului egiptean.Taha Hussein a început să predea istoria greacă și romană la Universitatea Națională.
Când această universitate a fost preluată de stat în anul 1925, Taha Hussein a fost numit primul profesor de literatură arabă, apoi decan al Facultății de Arte în 1928.  
A fost un scriitor, un critic, un romancier,  primind apelativul de „decan al literaturii arabe”, devenind faimos deși a orbit la vârsta de trei ani. În ciuda acestui fapt, Taha Hussein și-a continuat studiile, fiind numit mai apoi, decan al Facultății de Arte. În anul 1908 a intrat la Universitatea din Cairo, ca mai apoi, în 1914 fiind și primul care obține un doctorat acolo. Studiile suplimentare de la Sorbona îl familiarizează pe Taha Hussein cu obiceiurile și cultura Occidentului.
Taha Hussein a simțit o chemare puternică pentru reînnoire, iubit în Egipt (arabă مصر), conștient de apartenența la națiunea arabă. A trăit ca profesor și conferențiar, a scris critici, biografii, articole și povești.
Taha Hussein își stabilește viziunea asupra unui Egipt al viitorului, acest lucru fiind în concordanță cu propria lui concepție de identitate egipteană, aceea că mințile egiptenilor sunt similare cu mințile europenilor. Această imagine a rezultat din influențele culturii franceze, precum și din suferințele pe care le-a îndurat într-o copilărie săracă în mediul rural egiptean. Scopul educației, în viziunea lui Taha Hussein, era acela de a realiza egalitatea între egipteni. Taha Hussein era de părere că oamenii sunt sursă de putere și trebuie să li se ofere posibilitatea de educație. Acesta a cerut furnizarea de bunuri, nu doar celor din învățământul primar, ci și celor din învățământul secundar și superior. El consideră că între educație și libertate există o legătură foarte strânsă, ignoranța și libertatea fiind incompatibile între ele.
În anul 1917 Taha Hussein s-a căsătorit cu Suzanne Brisseau și au avut împreună doi copii. Fiind căsătorit cu o femeie din Franța, în casa lor, în majoritatea timpului se vorbea limba franceză. Suzanne nu a învățat niciodată limba arabă, doar la nivel de conversație ușoară.
Taha Hussein era fericit că în casa lui se vorbea limba franceză, dar limba lui de suflet a rămas mereu limba arabă.
După nașterea celui de-al doilea copil, în precaritatea situației economice a acestora, mama și cei doi copii s-au văzut obligați să ia trei luni de odihnă în Franța. Acest lucru a fost destul de dificil atât pentru Suzanne, cât și pentru Taha Hussein.
Cei doi copii ai lui Taha Hussein și Suzanne au fost și ei personalități importante ale Egiptului. Fiica lor, Amina (arabă أمين), a fost prima femeie care a absolvit la Universitatea din Cairo. Aceasta, împreună cu fratele ei, Moenis, au tradus cartea Adib (Arabă:أديب) Intelectualul, în limba franceză. Acest lucru a fost unul foarte important pentru tatăl lor, deoarece acesta a fost un egiptean care s-a mutat în Franța și a studiat limba franceză. Tânărul Adib se asemăna oarecum cu Taha Hussein. Acesta trăise și el experiența șocului cultural al unui tânăr care studiază și trăiește în Franța.

### Activitatea literară
Operele lui Taha Hussein pot fi împărțite în trei categorii: studiul științific al literaturii arabe și istoria islamică, operele literare creative cu conținutul social de combatere a sărăciei și ignoranței și articole politice.
Romanele lui Taha Hussein exprimă o sensibilitate uluitoare, înțelegere și compasiune deși în trecutul său a întâmpinat multe greutăți.Argumentele sale pentru dreptate și egalitate sunt susținute de înțelegere onestă pentru Islam.
Opera lui Taha Hussein nu a fost influențată de cultura greacă doar în opera literară, ci și în cărțile sale despre politică și civilizație. Cărțile lui scrise după întoarcerea de la Paris au influențat în mare măsură literatura clasică arabă.  
Taha Hussein a fost un intelectual egiptean, un susținător al ideologiei de „faraonism”, crezând că civilizațiile egiptene și arabe de est, au fost diametral opuse. Acesta susținea faptul că Egiptul poate progresa doar după recuperarea rădăcinilor lui antice.
O lucrare importantă  a lui Taha Hussein a fost cartea ,,Viitorul culturii în Egipt”, apărută în anul 1938. În această carte el își expune credința în ideea că Egiptul aparține civilizației mediteraneene, precum Grecia, Italia și Franța. Și totodată pledează pentru asimilarea culturilor dintre Egipt și Europa modernă.
În martie 1926 Taha Hussein a prezentat rezultatele cercetărilor sale într-o carte intitulată „Poezia preislamică”.  În această lucrare el a ajuns la ideea că cele mai multe ode poetice asociate cu epoca preislamică au fost falsuri. Taha Hussein a adoptat metode științifice moderne pentru a căuta adevărul lucrurilor.
Problema educației gratuite a ocupat un loc important în gândirea și practica lui Taha Hussein. El a insistat asupra educației gratuite  deoarece el însuși a avut greutăți materiale în copilărie și i-a fost împiedicată înscrierea într-o școală de stat din cauza taxelor impuse de către administrația britanică. Acest lucru a constituit o povară grea pentru majoritatea egiptenilor interzicându-se dreptul copiilor de a intra în învățământul primar. Singura alternativă deschisă lui Taha Hussein era o umbră a educației, mult sub ambițiile sale și anume școala coranică și o educație elementară.
Dreptul la o educație gratuită ar trebui oferit oricărei persoane care poate demonstra că este cu adevărat pregătită să beneficieze de ea.
La început, Taha Hussein a fost mai retras în ceea ce privește dreptul fiecăruia la învățământ secundar. Uneori, el spunea ca ar trebui limitat la elevii săraci care își demonstrează aptitudinile, de asemenea. În alte dăți el a fost înclinat să reducă taxele școlare astfel încât toți copiii săraci să se poată bucura de aceasta oportunitate.
Taha Hussein a dedicat o întreagă secțiune în „Viitorul educației în Egipt”, apărând drepturile profesorului. El a luat ca punct de plecare exemplele educatorului reprezentate în tradiția arabo -islamică. Rolul educatorului nu este pur și simplu doar pentru a îl învăța carte pe student, ci și pentru a instrui și disciplina mintea sa, să-l pregătească pentru viața practică, și pe de altă parte, pentru a ridica nivelul său intelectual.
În anul 1926, cartea sa „Despre poezia preislamică” i-a adus lui Taha Hussein un lung șir de polemici și critici. Aceasta a fost interzisă de către Universitatea Al-Azhar (Arabă:الأزهر), deoarece era considerată periculoasă și inacceptabilă. Taha Hussein a fost uimit, întristat, dezamăgit de reacțiile pline de ură. A fost nevoit să-și încercuiască casa cu agenți de pază pentru a-și tine departe familia de răutatea oamenilor din jur. În conținutul acestei poezii el a susținut ideea de falsificare a proveniențelor multora dintre poeziile preislamice. 
Printre lucrările lui Taha Hussein se află și numeroase traduceri. Unele dintre cele mai importante sunt textele istorice ale civilizației grecești. El se ocupa de impactul religios asupra gândirii în Evul Mediu, dar mai apoi trece la influențele multiple ale erei moderne.

#### Romanul autobiografic „Zilele”
Autobiografia lui Taha Hussein, numită „Zilele”, a fost publicată ca o carte în trei părți. Este scrisă la persoana a treia. Aceasta cuprinde un dram de ironie blândă datorită sentimentului de desprindere al autorului față de protagonist, acesta din urma fiind descris în prima parte ca fiind „băiatul” care mai târziu devine „omul tânăr”. 
Prima parte a romanului este despre zilele copilăriei trăite într-o familie numeroasă din satul egiptean Izbet el-Kilo (arabă الكيلو عزبة). În cea de a doua parte este vorba despre perioada din viața lui trăită ca fiind student la universitatea din Cairo, Al-Azhar, iar cea de-a treia parte este despre călătoria în Franța, acolo unde a urmat doctoratul de la Soborna. 
Romanul „Zilele” este scris în limba arabă clasică, cu excepția câtorva cazuri marcate de dialog, în care limbajul este asemenea celui din benzile desenate. Acest lucru nu este surprinzător, având în vedere ce a crezut Taha Hussein despre limbajul colocvial. În romanul „Zilele”, transferul la a treia persoană începe deja din prefață, scrisă pentru ediția Braille în 1954.
Romanul are trei părți. Prima parte a romanului este despre zilele copilăriei trăite într-o familie numeroasă din satul egiptean Izbet el-Kilo. În cea de a doua parte este vorba despre perioada din viața lui trăită ca fiind student la universitatea din Cairo, Al-Azhar, iar cea de-a treia parte este despre călătoria în Franța, acolo unde a urmat doctoratul de la Sorbona.

##### Prima parte din roman
Prima parte a romanului este plină de umor, dar și înduioșătoare. Unul dintre aceste momente este acela când el  își descrie teama de a mânca în public, similară cu cea exprimată de eroul său Al-Maari (arabă المعري). Prima parte a cărții explorează deficitul de vedere și societate, conflictul între concepțiile personale și sociale. El descrie de asemenea și studiile despre literatura straină și istorie.
Acesta în fiecare seară ieșea în fața casei pentru a asculta „istorisirile rapsodului” despre Abu Zeid (arabă زيد أبو), Halifa (arabă خليفة) și Diab (arabă دياب), împreună cu ceilalți oameni care se adunau în jurului acestuia.
Amintirile despre acele zile ale copilăriei îi par atât de aproape. Deși trăia într-un mediu limitat, acesta găsea mereu lucruri care îl amuzau, făcându-i zilele pline de lumină.
Din cauza unor probleme de vedere, el a simțit mereu diferențele care se fac în familie. Născut într-o familie numeroasă, cu treisprezece copii era ușor pentru acesta să observe că situația lui este una aparte, dar de care încă nu-și dădea seama dacă îl deranjează sau îl chinuie.
Mila pe care acesta o simțea din partea mamei și a fraților săi îl chinuia deoarece o dată cu aceasta simțea și un „oarecare dispreț”.
Acesta pe parcurs a realizat că exista, într-adevăr o diferență între el și frații lui, sunt lucruri pe care aceștia le făceau și el nu, sunt lucruri pe care aceștia le vedeau, dar el nu.
În această parte a autobiografiei „Zilele”, Taha Hussein (arabă حسين طه) descrie momente din viața sa care i-au deschis acestuia mintea spre cunoaștere. Un moment povestit în acest roman fiind o cină oarecare care i-a umplut acestuia sufletul de rușine, rușine care nici până azi nu l-a părăsit.
Acesta povestește cum în timp ce mânca „a apucat pâinea cu amândouă mâinile, în loc de una” , moment în care frații lui a izbucnit în râs și mama lui în plâns. Această cină l-a marcat atât de tare încât de atunci își interzicea singur anumite feluri de mâncare cum ar fi supa, orezul și majoritatea mâncărurilor pentru care îți trebuia lingura, întru-cât acesta nu credea că este capabil să o folosească corect.
Prima parte se apropie de sfârșit o dată cu moartea surorii sale, apoi a fratelui său. În final este pasajul în care el i se adresa fiicei sale, sperând ca aceasta să nu aibă parte de privațiunile pe care el le-a suportat de-a lungul vieții și spunându-i că el a trecut cu bine prin toate greutățile copilăriei deoarece „un înger păzitor” a avut grijă de el. 
În anul 1902, băiatul a plecat împreună cu fratele său mai mare la universitatea Al-Azhar unde a continuat studiile până în 1912. Această universitate deschizându-și porțile pentru student în anul 1908. Acesta a studiat sub îndrumarea profesorilor egipteni dar și străini, luând cursuri de civilizație islamică, limbi semitice, literatură franceză, arabă.  

##### Partea a doua
Cea de-a doua parte a romanului descrie experiența sa de la Al-Azhar (arabă الأزهر).
După multe speranțe și așteptări, visul băiatului a devenit realitate. Într-o zi a fost anunțat că în sfârșit va pleca la Al-Azhar. Timp de două săptămâni, băiatul nu a fost preocupat de nimic altceva în afară de faptul că și-a părăsit satul pentru a studia la Al-Azhar. 
În această parte, băiatul povestește și despre zgomotele care îl trezeau seară de seară. Băiatul povestește faptul că aceste zgomote îl trezeau din somn seară de seară și îi provocau acestuia o frică de nedescris, dar cu toate astea, nu i-a spus niciodată fratelui său ce se întâmpla. După mai multe seri, atunci când aceste zgomote deveniseră de nesuportat, băiatul, împreună cu fratele și prietenii acestuia intrat în camera din care se auzeau aceste zgomote. Acolo au întâlnit un bătrânel trecut de vârsta de șaptezeci de ani. Acesta era cel care făcea acele sunete. Acesta a fost momentul în care băieții l-au cunoscut pe Amm Hagi, un fost negustor care li s-a părut simpatic și cu care au legat o prietenie plăcută.

##### Partea a treia
Cea de-a treia parte a romanului autobiografic se numește „A passage to France” și a fost publicată în Beirut în anul 1967. Aceasta a fost ultima carte mare publicată de Taha Hussein înainte ca acesta să moară și nu a fost tradusă în limba romană.
După patruzeci de ani de la scrierea celei de-a doua părți a romanului autobiografic, Taha Hussein a publicat a treia parte în care prezintă pasaje legate de carieră, dar și de viața personală.
În primul capitol al acestei părți, Taha Hussein povestește despre plecarea de la Al-Azhar la o universitate din Franța.  
Taha Hussein povestește, de asemenea, despre profesorii săi pe care i-a avut la Universitate. Profesorii săi erau străini, despre care acesta spune că datorită lor viața la Universitate a fost frumoasă, dar și profesori egipteni, care îl fascinau. 
Taha Hussein, un student cu un imens potențial, în anul 1908 și-a câștigat un loc la universitatea din Cairo, ca mai târziu să aibă șansa de a studia literatură și istorie în Franța. 
Cu toate că nu cunoștea limba franceză, Taha Hussein a ajuns la Montpellier, în sudul Franței unde și-a perfecționat mai întâi abilitățile lingvistice, înainte de a lua cursuri avansate.
Din moment ce Taha Hussein nu putea accesa cu ușurință cărțile necesare pentru activitatea sa, a dat un anunț într-un ziar local pentru a-și găsi pe cineva care să îi citească acele cărți. 
O femeie tânără, Suzanne Brisseau, care s-a mutat cu familia ei de la Paris, pentru a scăpa de război, a răspuns la anunțul dat de Taha Hussein. 
În cea de-a treia parte a romanului „Zilele”, a scris despre relația dintre cei doi. Suzanne i-a fost întâi „cititor”, persoana care îi citea din cărți deoarece el era nevăzător, apoi a devenit însoțitorul acestuia la cursurile de la Facultatea de Arte din Montpellier, iar mai apoi a devenit o relație de prietenie.
Suzanne era ideală pentru acest post, după cum afirma Taha Hussein) și totodată a fost chiar și cel mai dur critic al acestuia.
Relația dintre cei doi a continuat în Paris, unde Taha Hussein s-a înscris la doctorat la Sorbona. În acest oraș, spune Taha Hussein, relația dintre cei doi „a înflorit”.
Taha Hussein, de asemenea, a studiat limba greacă și limba latină la Sorbona, unde numeroși profesori cum ar fi elenistul Gustave Bloch și istoricul Charles Seignobos, i-au recunoscut capacitățile intelectuale.
Unii dintre profesorii acestuia au fost Henri Bergson, sociologul Lucien Lévy-Bruhl și orientalistul Louis Massignon. Toți acești profesori și-au lăsat amprenta asupra  tânărului student.

## Traduceri în limba română
- Hadigea (arabă خديجة), traducere Nicolae Dobrișan în culegerea de nuvele Cele mai ieftine nopți, p. 6-18.
- Libertatea și literatura,  fragmente din Min tarikh al-'adab al-'arabiyy, Beyrouth, 1978, traducere de Nadia Anghelescu, "Secolul 20", 1995, nr.4-5-6, p. 152-155.
- Zilele (arabă الأيام), roman, traducere, prefață și note de Nicolae Dobrișan, București, Editura pentru Literatură Universală, 1969, 219 p.